# جورج ديونيسيو إيفرت
جورج ديونيسيو إيفرت (بالإنجليزية: Georg Dionysius Ehret)‏ (1708 – 1770) عالم نبات وعالم حشرات ورسام نباتي ألماني، أشتهر برسومه التوضيحية النباتية.